# Stictolampra plicata
Stictolampra plicata är en kackerlacksart som först beskrevs av Navás 1904.  Stictolampra plicata ingår i släktet Stictolampra och familjen jättekackerlackor. Inga underarter finns listade i Catalogue of Life.